# Dorfkirche Fichtenberg

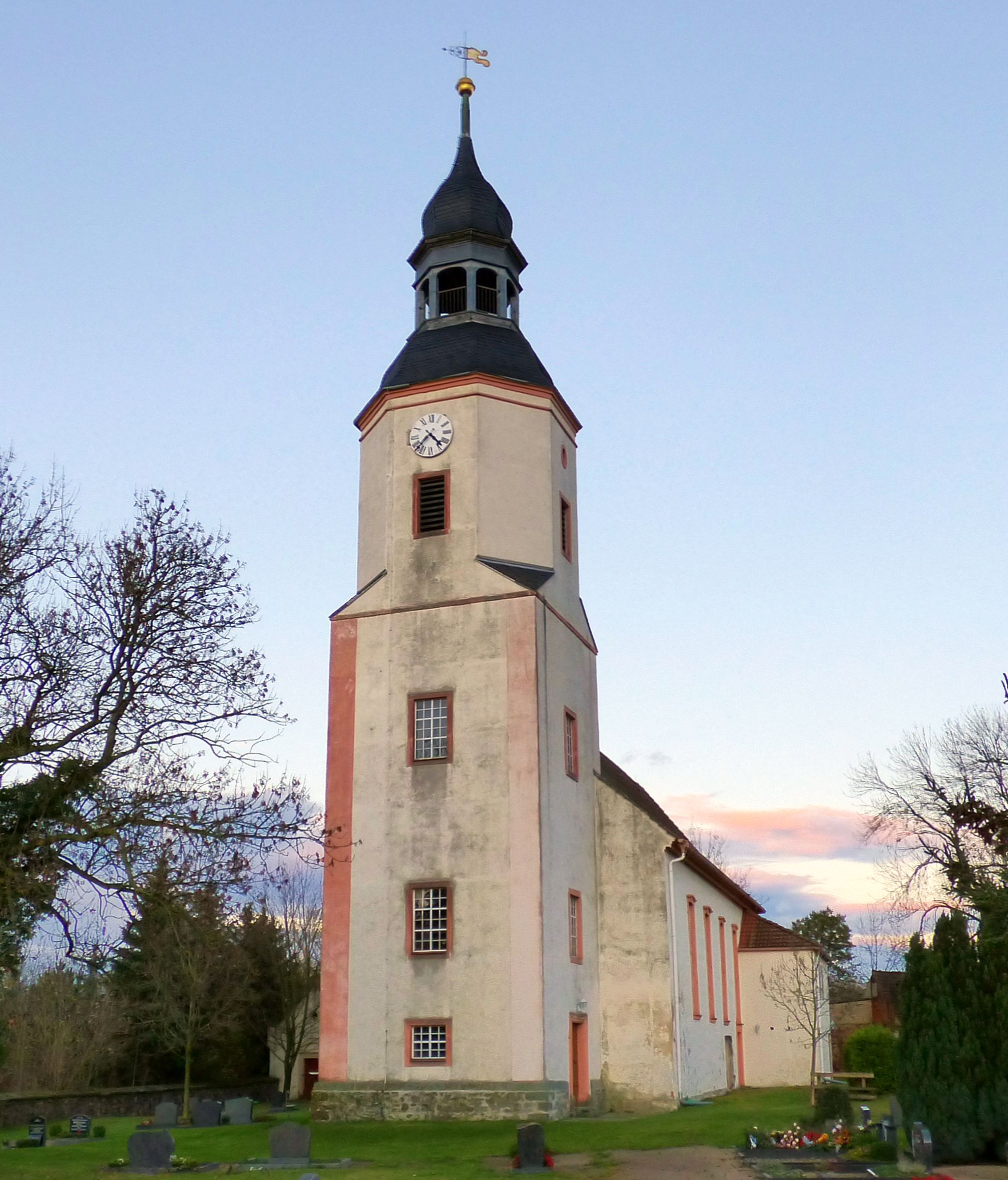
Dorfkirche Fichtenberg

Die evangelische Dorfkirche Fichtenberg ist ein Kirchengebäude im Gemeindeteil Fichtenberg der Kleinstadt Mühlberg/Elbe im südbrandenburgischen Landkreis Elbe-Elster. Hier ist die am Anfang des 19. Jahrhunderts errichtete Kirche im Ortszentrum mit einem sie umgebenden Friedhof zu finden. Das Bauwerk befindet sich heute unter Denkmalschutz.

## Baubeschreibung und Geschichte

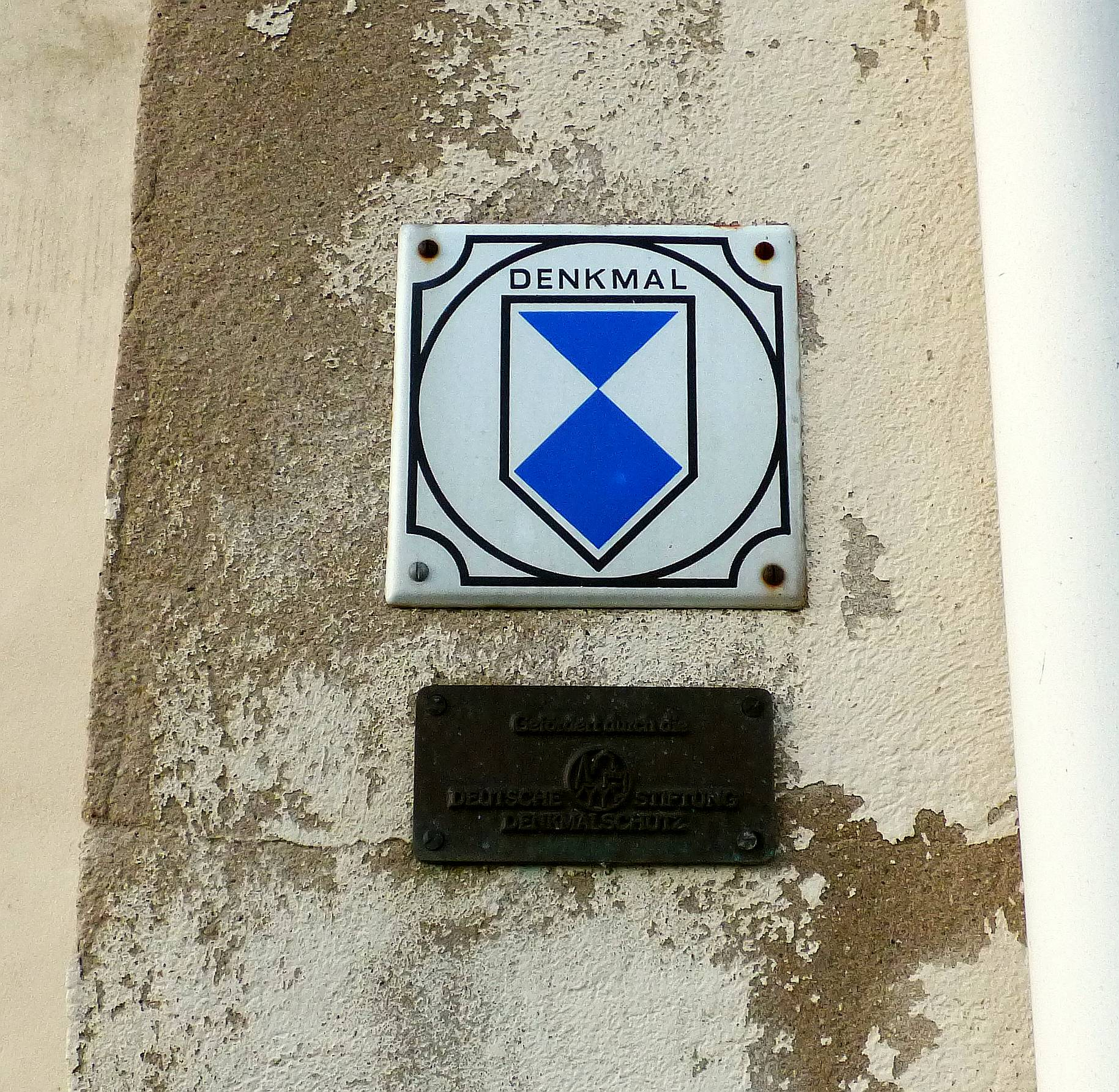
Denkmalzeichen und Marke der Deutschen Stiftung Denkmalschutz

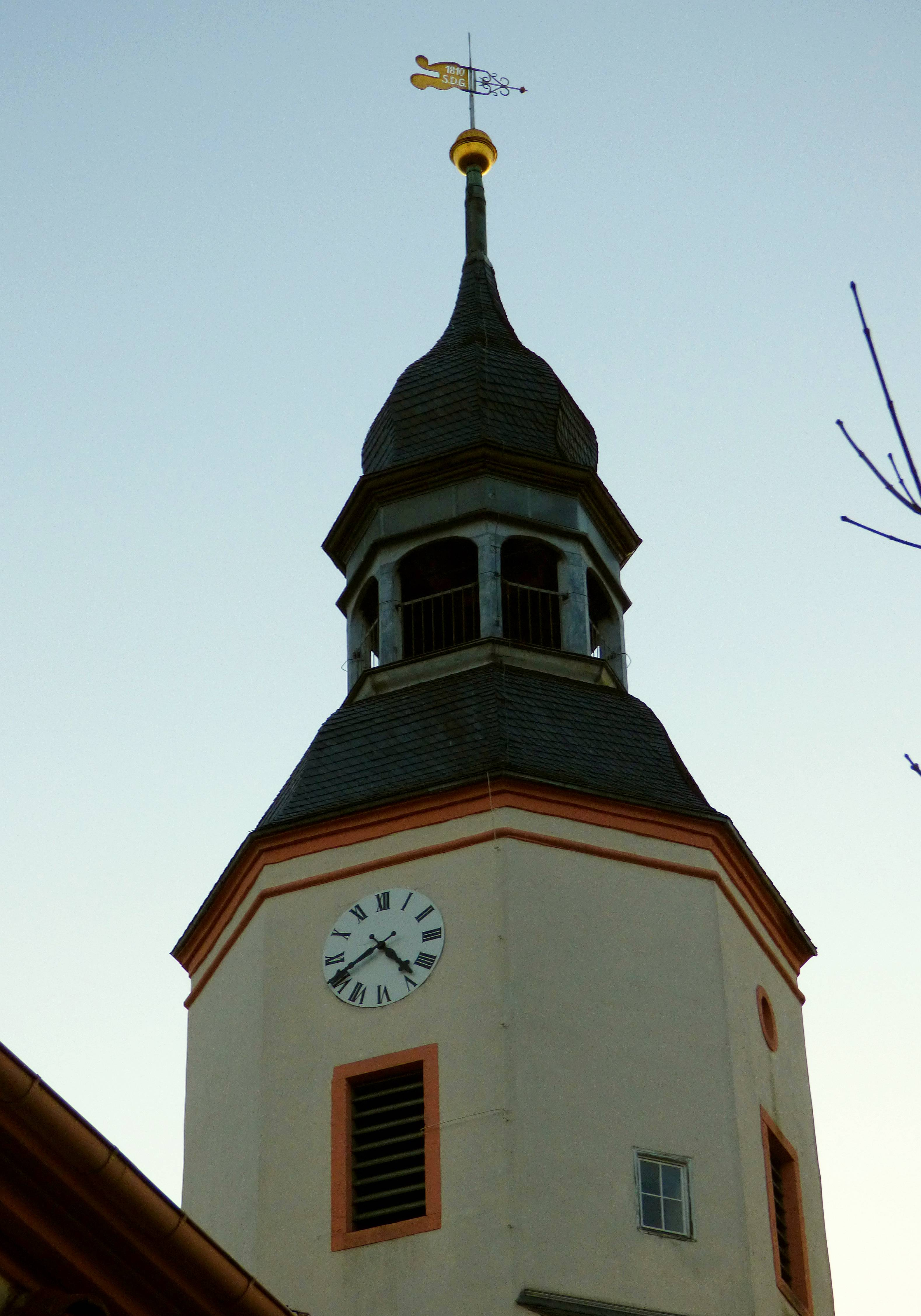
Das oktogonale Obergeschoss des Turms

Das im Jahre 1202 urkundlich erstmals erwähnte Fichtenberg war bis 1540 ein eigenständiger Pfarrort. Im Folgejahr wurde es mit dem benachbarten Kirchspiel Boragk vereinigt.
Die ursprünglich im Ort vorhandene Kirche brannte im Jahre 1806 bis auf die Grundmauern nieder. Die heute in Fichtenberg zu sehende Kirche entstand zwischen 1808 und 1810 auf den Resten einer Vorgängerkirche. Dabei handelt es sich um einen verputzten Saalbau mit dreiseitigem Ostschluss. Im Westen des Kirchenschiffs ist ein 36 Meter hoher Kirchturm mit nahezu quadratischem Grundriss zu finden. Er besitzt ein oktogonales Glockengeschoss und eine Laterne mit Schweifhaube. Im Norden des Bauwerks ist eine Sakristei zu finden; im Süden eine Patronatsloge.
Erste bekannte Renovierungsarbeiten fanden bereits im Verlauf des 19. Jahrhunderts statt. Während der dreimonatigen Arbeiten im Jahre 1833 wurde unter anderem der Fußboden komplett mit Steinplatten ausgelegt, die oberste Empore an der Nordseite bis zum Altar verlängert und alle Türen ausgetauscht. Außen wurde das Bauwerk komplett gelb angestrichen. Im Jahre 1862 soll es weitere 650 Taler kostende Arbeiten an der Kirche gegeben haben. Während im Inneren hauptsächlich Malerarbeiten überliefert sind, betrafen die Reparaturarbeiten im Außenbereich hauptsächlich das Turmdach, wobei auch der Turmknopf geöffnet und vergoldet wurde.
1961 wurden die Dächer des Kirchenschiffs und des Turms neugedeckt, wobei wiederum der Turmknopf geöffnet wurde, in welchem sich einige historische Schriftstücke fanden. Mitte der 1980er Jahre war der Bauzustand der Kirche so schlecht, dass eine komplette Sanierung notwendig wurde. Im Jahre 1986 begannen deshalb erste Restaurierungsarbeiten, wobei sich die Kosten bereits auf etwa 100.000 Mark beliefen. Auch nach der Wendezeit wurden die Arbeiten fortgesetzt. Finanziell unterstützt wurde das Projekt unter anderem durch die Deutsche Stiftung Denkmalschutz, der Denkmalstiftung Baden-Württemberg und den Fonds der Landesdenkmalpflege. Die Renovierungsarbeiten wurden letztlich 1997 vorläufig abgeschlossen.
Fichtenberg bildete ursprünglich mit den Orten Altenau, Boragk und Burxdorf jahrhundertelang das Kirchspiel Boragk. Heute gehört die Kirchengemeinde zum Evangelischen Pfarrbereich „Mühlberg/Elbe und Koßdorf“, welche Teil des Kirchenkreises Bad Liebenwerda ist.

## Ausstattung (Auswahl)
Das Innere der Kirche ist von einer gewölbten Putzdecke und einer Hufeisenempore geprägt, welche an den Seiten zweigeschossig ist. Das Bauwerk besitzt einen schlichter hölzernen Kanzelaltar mit aufgemalter Säulengliederung aus dem Jahre 1810. Auf dem Gebälk befinden sich drei aus der ersten Hälfte des 16. Jahrhunderts stammende Schnitzfiguren, die einem ehemals vorhandenen gotischem Schnitzaltar entstammen (Maria mit Kind, seitlich Johannes der Evangelist und der Heilige Georg). Die restlichen Figuren dieses Altars sollen später in das Mühlberger Museum gelangt sein.
Weiters ist in der Kirche eine aus dem Jahre 1825 stammende klassizistische Taufe aus Bronzeguss zu finden. An ihrem achtseitigen Schaft sind wechselnd Lilienstengel und Engel zu sehen. Das in der Kirche zu findende Gestühl und die Herrschaftsloge sind ebenfalls bauzeitlichen Ursprungs.

## Orgel
Eine Orgel war bereits in der alten Fichtenberger Kirche vorhanden gewesen. Sie war ein Werk des Finsterwalder Orgelbauers H. Klausnitz und wurde im Jahre 1774 errichtet. Beim Brand der Kirche im Jahre 1806 wurde sie allerdings ebenfalls mit zerstört. Das heute in der Kirche zu sehende und mit einem dreiteiligen Prospekt umfasste Instrument ist eine Orgel, welche 1914 der Zörbiger Orgelbaumeister Wilhelm Rühlmann (1842–1922) schuf (op. 378). Die Orgel besitzt eine pneumatische Kegellade, fünfzehn Register auf zwei Manualen und Pedal.

## Glocken
Da die Glocken der alten Kirche beim großen Brand im Jahre 1806 zerstört worden war, wurden für den Neubau im Jahre 1810 drei neue Glocken aus Dresden angeschafft. Die zwei Kleineren davon mussten bereits im Verlauf des Ersten Weltkriegs zu Kriegszwecken abgegeben werden. Ersetzt wurden sie später durch zwei in Lauchhammer gegossene Stahlglocken. Der größten Glocke, welche einen Durchmesser von 105 Zentimeter aufweist, hatte man bereits im Ersten Weltkrieg Denkmalwert zuerkannt. So überstand sie auch den Zweiten Weltkrieg und befindet sich bis heute in der Kirche.

## Grabmäler und Gedenken

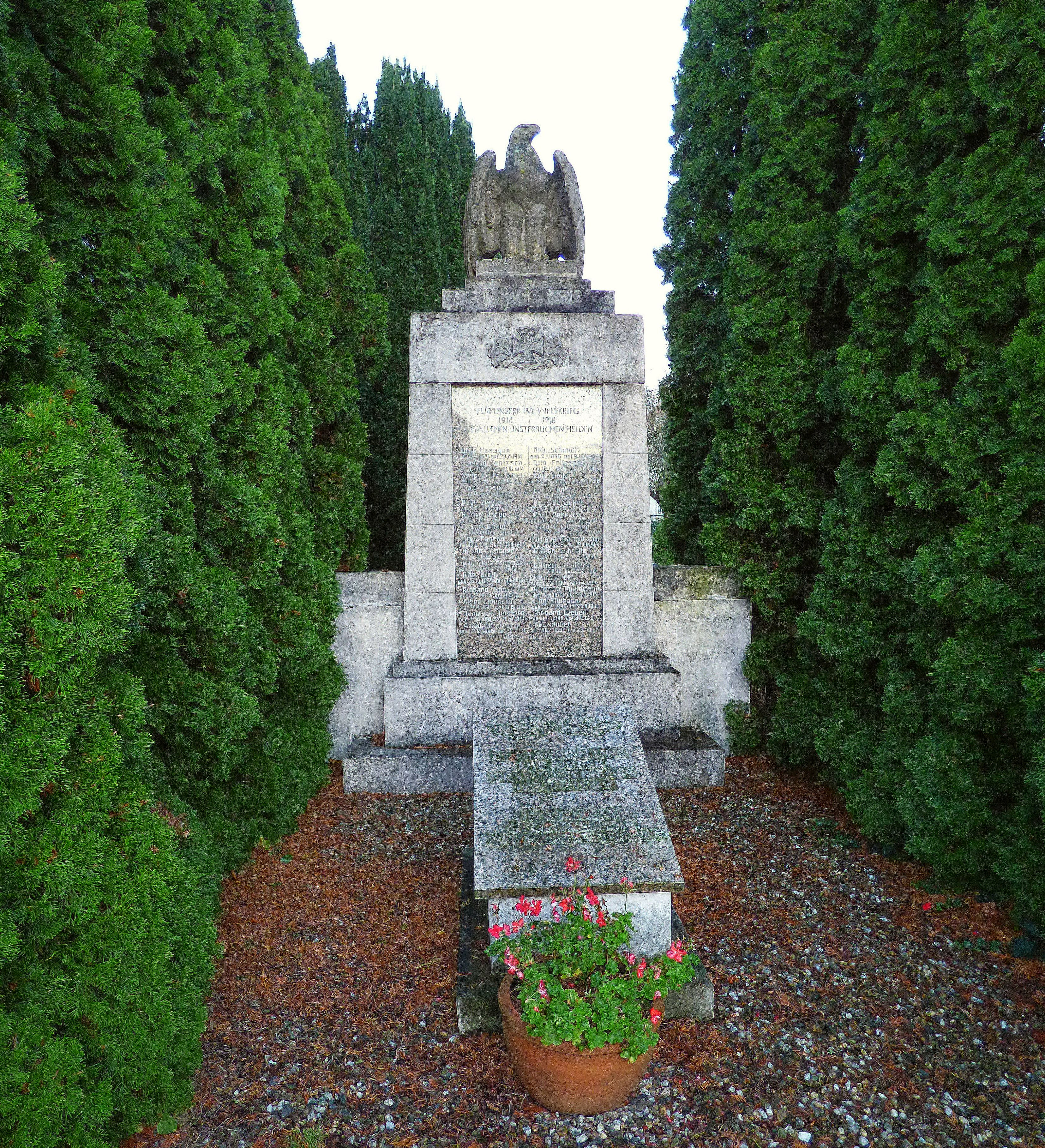
Gefallenendenkmal

Laut dem Handbuch der Deutschen Kunstdenkmäler und einem im Jahre 1936 in der Schwarzen Elster erschienenen Aufsatz sollen sich an der Südwand drei Grabsteine aus dem 17. Jahrhundert und ersten Viertel des 19. Jahrhunderts befinden, welche dem Herrn von Tauba (1686) und zwei Pastoren (1820 bis 1830) zuzuordnen sind. Deutlich zu erkennen ist heute ein Epitaph an der äußeren Südwand der Kirche.
Neben dem Haupteingang befindet sich ein Gefallenendenkmal für die in den beiden Weltkriegen gefallenen Einwohner von Fichtenberg. Ursprünglich erst relativ spät im Jahre 1934 zur Erinnerung an die Opfer des Ersten Weltkriegs mit einer eingelassenen Namenstafel aufgestellt, kam noch nach dem Zweiten Weltkrieg eine weitere mit einer mahnenden Inschrift versehene Tafel hinzu.

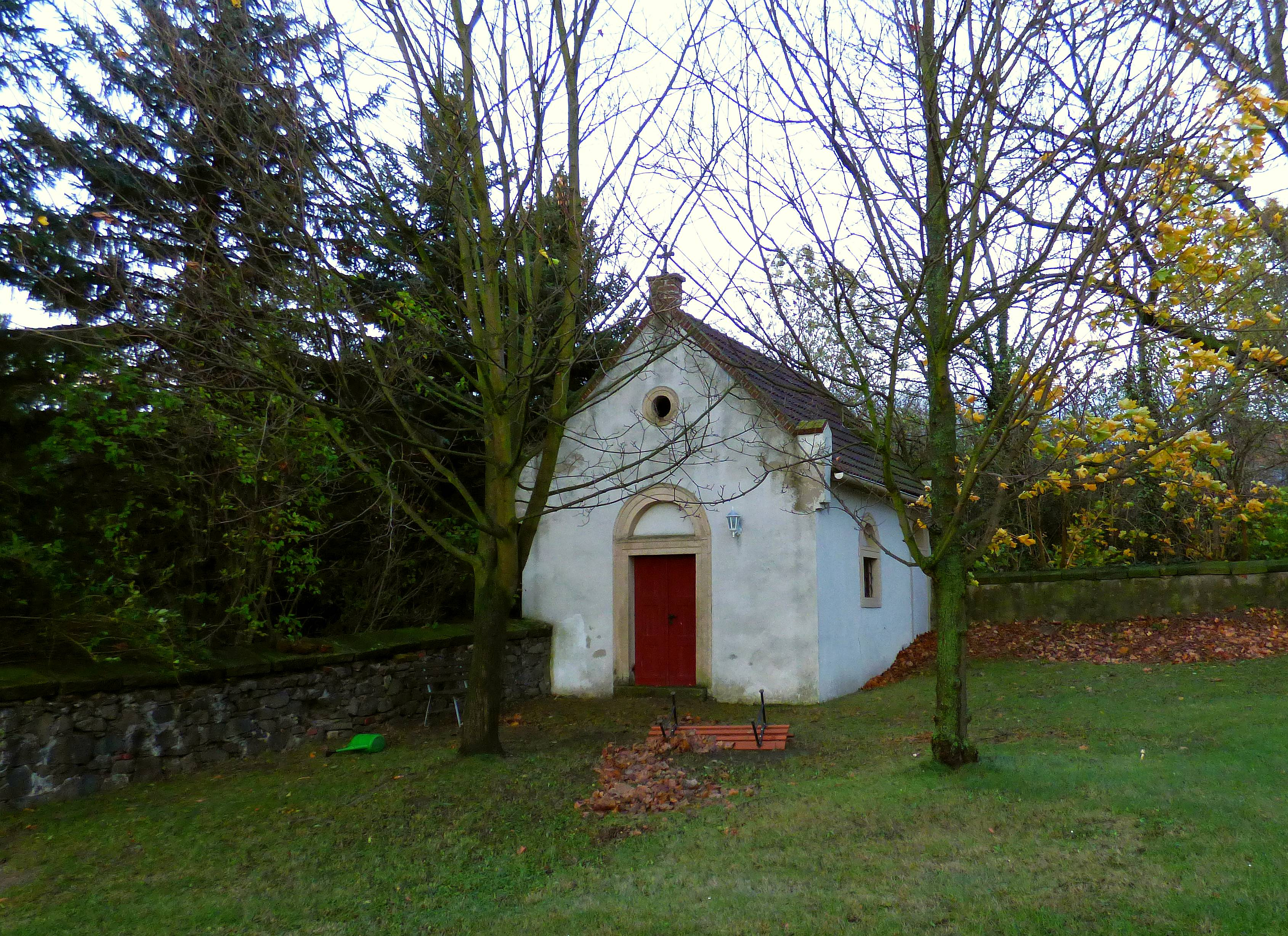
Trauerhalle
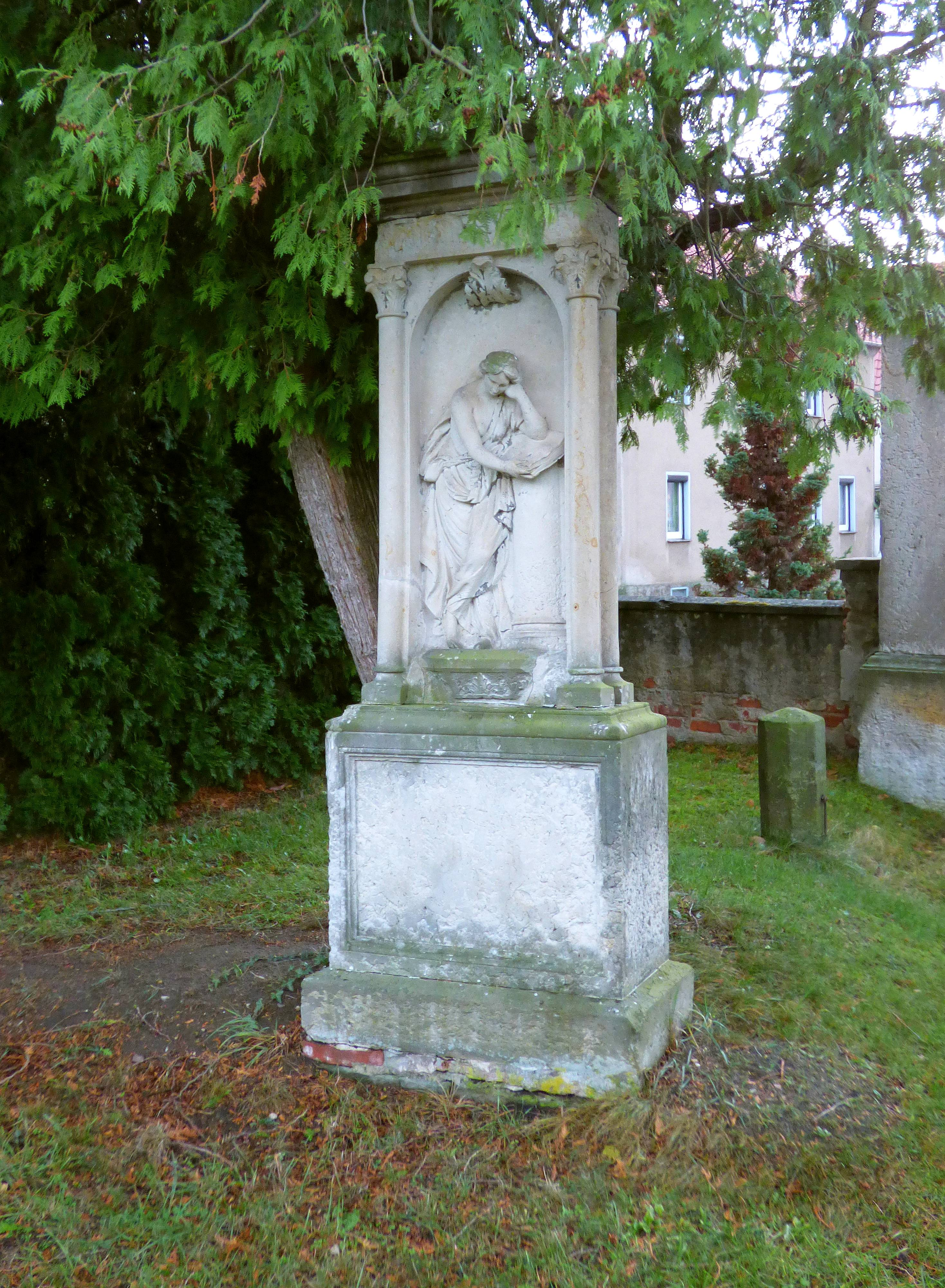
Historisches Grabmal
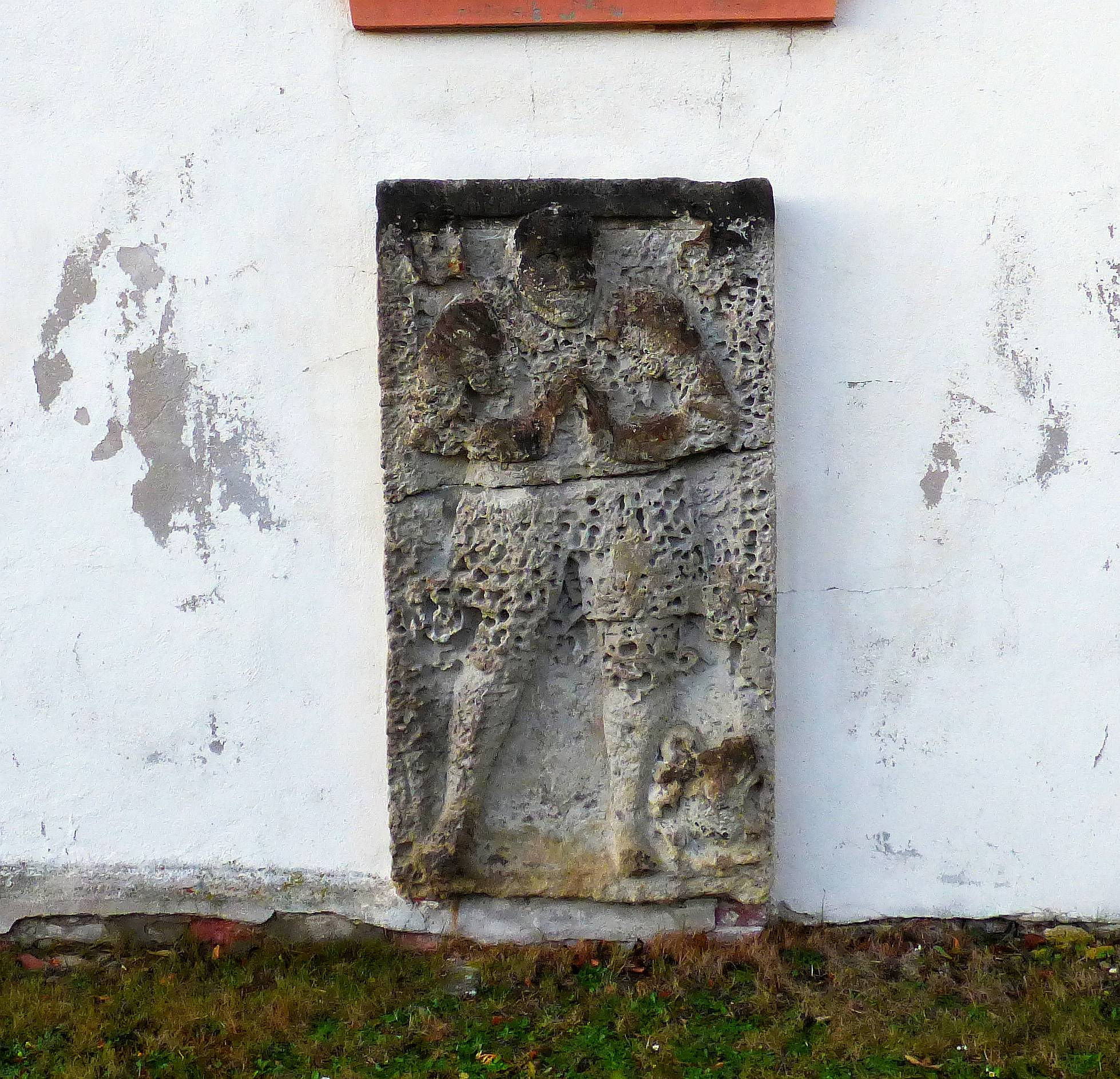
Epitaph
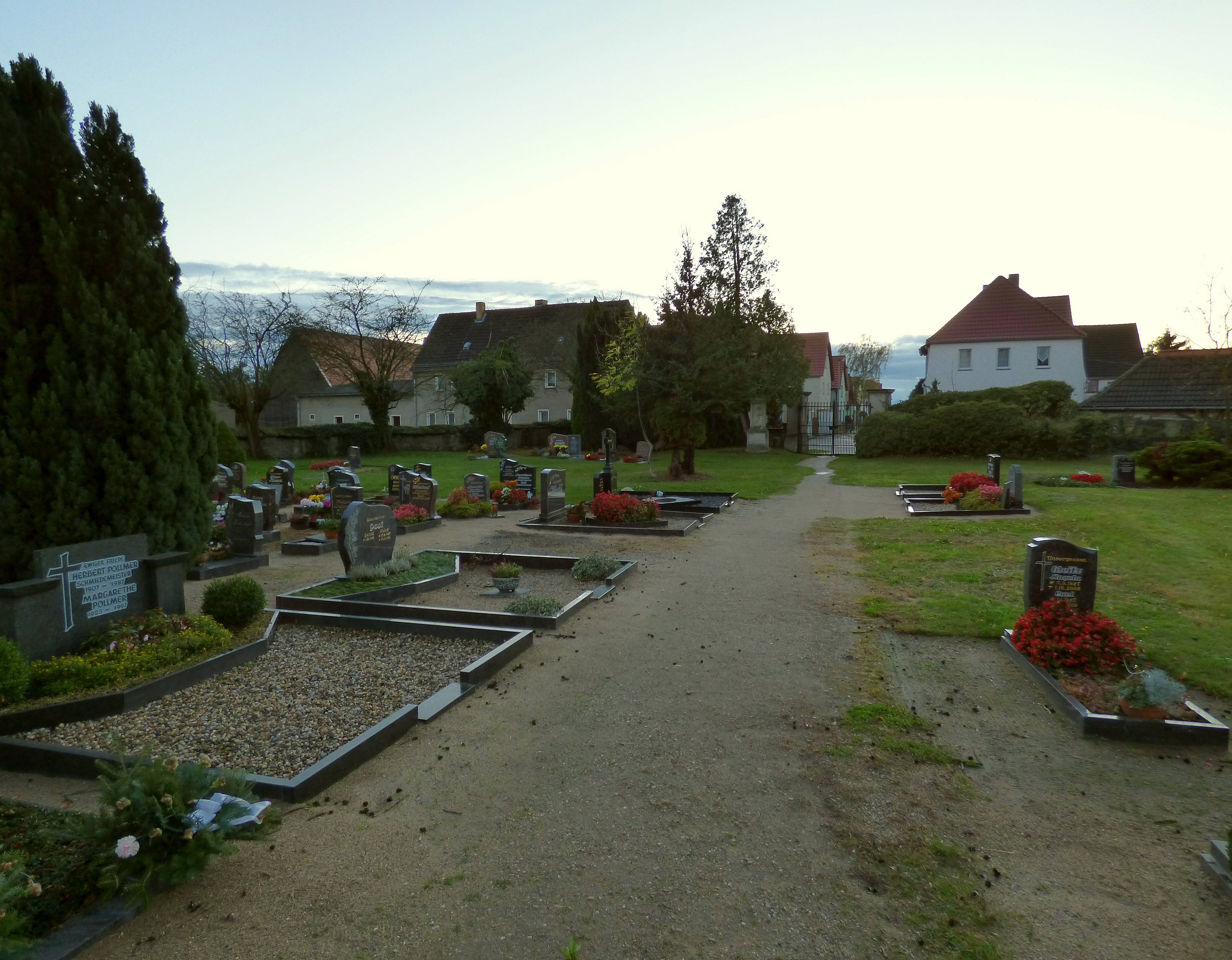
Friedhof